# 韦西讷
韦西讷（法語：Vésines，法語發音：[vezin]）是法国东部安省的一个市镇，属于布雷斯地区布尔格区。

## 地理
韦西讷（46°21'33"N, 4°52'2"E）面积3.88 平方千米，位于法国奥弗涅-罗讷-阿尔卑斯大区安省，该省份为法国东部省份，北起汝拉省，西北接索恩-卢瓦尔省，西接罗讷省和里昂大都会，南至伊泽尔省，东与萨瓦省、上萨瓦省和瑞士接壤。
与韦西讷接壤的市镇（或旧市镇、城区）包括：索恩河畔阿涅尔、费扬、芒济亚、马孔、圣马丹贝勒罗什、桑塞。

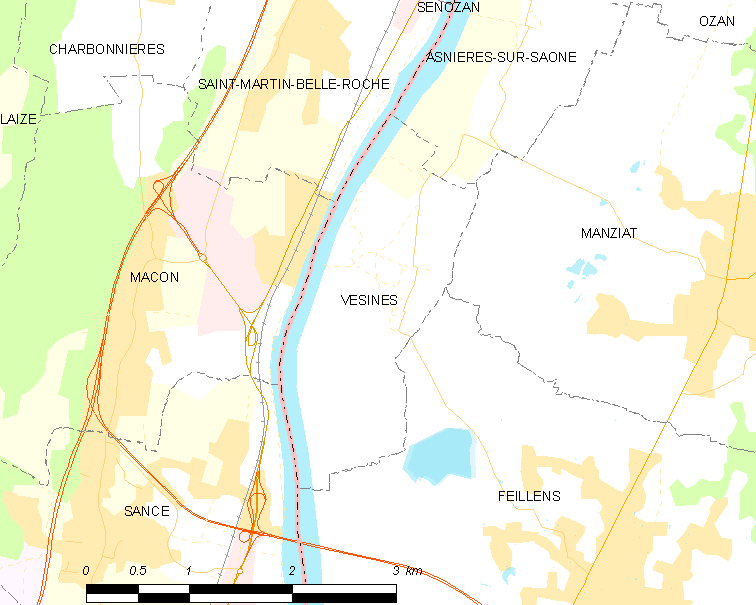
韦西讷的OSM定位图

韦西讷的时区为UTC+01:00、UTC+02:00（夏令时）。

## 行政
韦西讷的邮政编码为01570，INSEE市镇编码为01439。

## 政治
韦西讷所属的省级选区为勒普隆日县。

## 人口

1962-2008年间韦西讷人口变化图示

韦西讷于2022年1月1日时的人口数量为97人。